# كيني ميتشيل
كيني ميتشيل (بالإنجليزية: Kenny Mitchell)‏ (26 مايو 1957 بسندرلاند في المملكة المتحدة - ) هو لاعب كرة قدم بريطاني في مركز الدفاع. لعب مع نادي كوسيسي ونيوكاسل يونايتد ولابوان فيركيا ‏ وفينبا ونادي غيتزهد وتلسا رافنكس ونادي ووركينغتون ونادي غرينوك مورتون ودارلينجتون إف سى.

## وصلات خارجية
- كيني ميتشيل على موقع قاعدة بيانات كرة القدم.إي يو (الإنجليزية)
- كيني ميتشيل على موقع قاعدة بيانات كرة القدم.إي يو (الإنجليزية)